# 第82独立空中強襲旅団 (ウクライナ空中機動軍)
第82独立空中強襲旅団（だい82どくりつくうちゅうきょうしゅうりょだん、ウクライナ語: 82-га окрема десантно-штурмова бригада）は、ウクライナ空中機動軍の旅団。空中機動軍司令部隷下。
西側諸国供与の装備が配備されており、ウクライナ空中機動軍の最強部隊と評価される。

## 概要

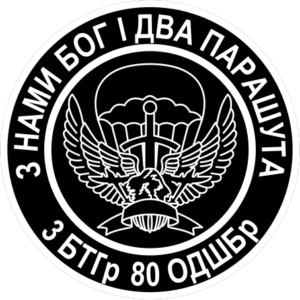
第80独立空中強襲旅団第3大隊戦術群章

2013年11月25日、ウクライナ陸軍第300独立機械化連隊を基幹に第80独立空中機動旅団隷下の第87独立空中機動大隊としてチェルニウツィー州で創設され、2020年までに第3大隊戦術群に改称された。

### ロシアのウクライナ侵攻

#### 南部・ヘルソン戦線
2022年2月24日、ロシアのウクライナ侵攻で南部ヘルソン州に配備され、ノヴァ・カホウカ方面を防御したが、25日にユーリイ・ニジェンスキー副大隊長が戦死した。

#### 南部・ムィコラーイウ戦線
2022年3月、南部ムィコラーイウ州に再配置され、第123独立領土防衛旅団隷下の第187独立領土防衛大隊と共にムィコラーイウ攻略に手詰まり北から迂回したロシア軍をボズネセンスク方面で撃退した。

#### 東部・バフムート戦線
2023年2月、激戦地の東部ドネツィク州バフムート地区に再配置され、補給拠点のチャシウ・ヤールを防御したが、アンドリー・ルカニウク大隊長が戦死した。
2023年3月、部隊増強に伴い、第82独立空中強襲旅団に改編された。
2023年4月、NATOの機密文書が流出し、西側諸国供与のチャレンジャー2、ストライカー装甲車、マルダー歩兵戦闘車が配備されたことが判明した。

#### 南部・ザポリージャ戦線

第82独立空中強襲旅団旗

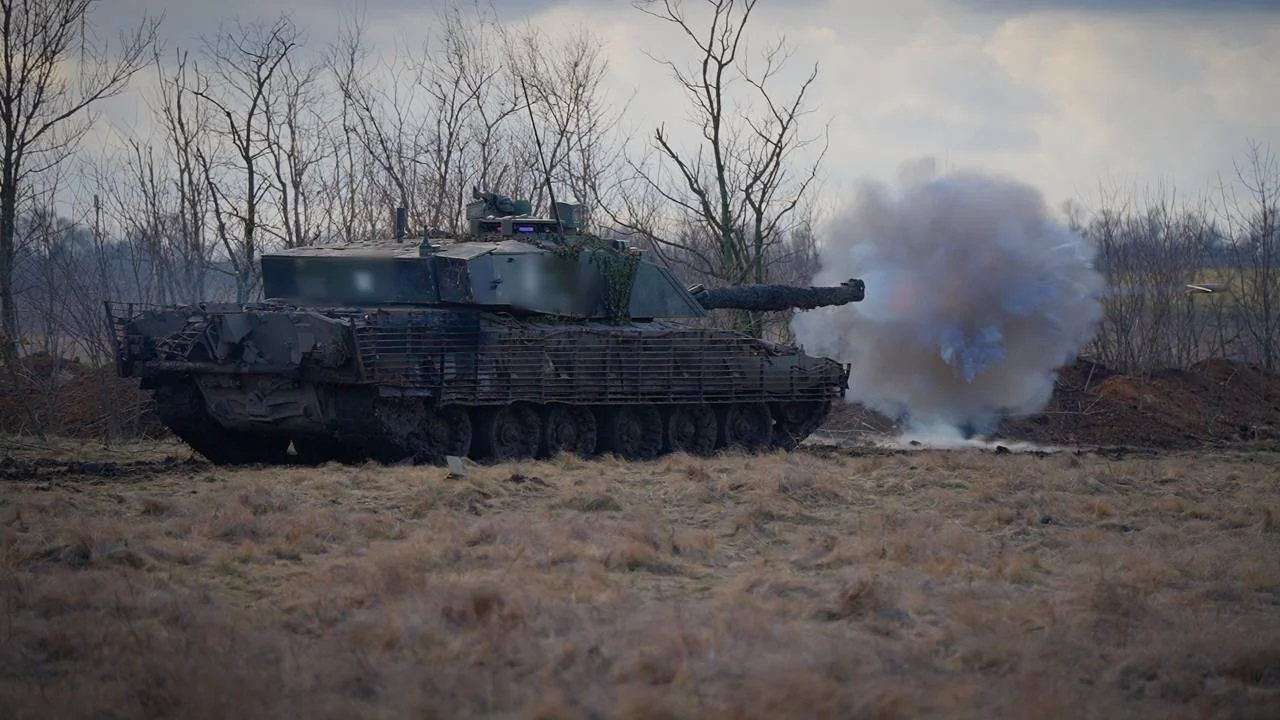
イギリス供与のチャレンジャー2を運用する様子

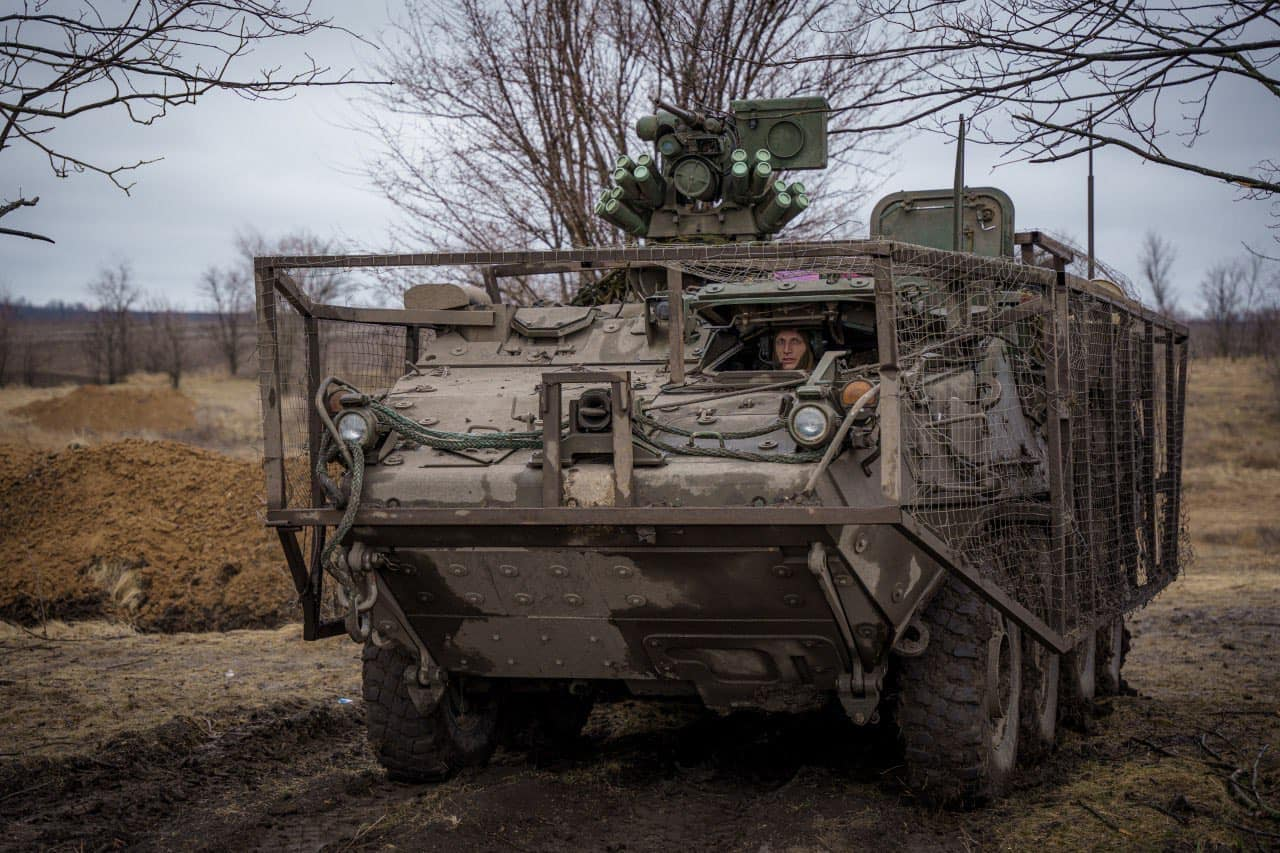
アメリカ合衆国供与のストライカー装甲車を運用する様子

2023年8月、南部ザポリージャ州ポロヒー地区に再配置され、戦略予備からロボティネ方面で攻勢を開始し、9月にロシア軍の第2防衛線ベルボベに到達した。実戦配備後にはフォーブスやキーウ・ポストなどのメディア報道でロシア軍に第82旅団の配置場所がバレてしまい、1日5回の集中空爆を受けたことでハンナ・マリャル国防次官が国民にウクライナ軍の移動や配置場所を流布すると刑事責任を問われると注意喚起した。

#### 北東部・ハルキウ戦線
2024年5月、ロシアと国境を接する北東部ハルキウ州チュフイウ地区に再配置され、友軍の救援でヴォウチャンシク方面を防御した。

#### ロシア・クルスク戦線

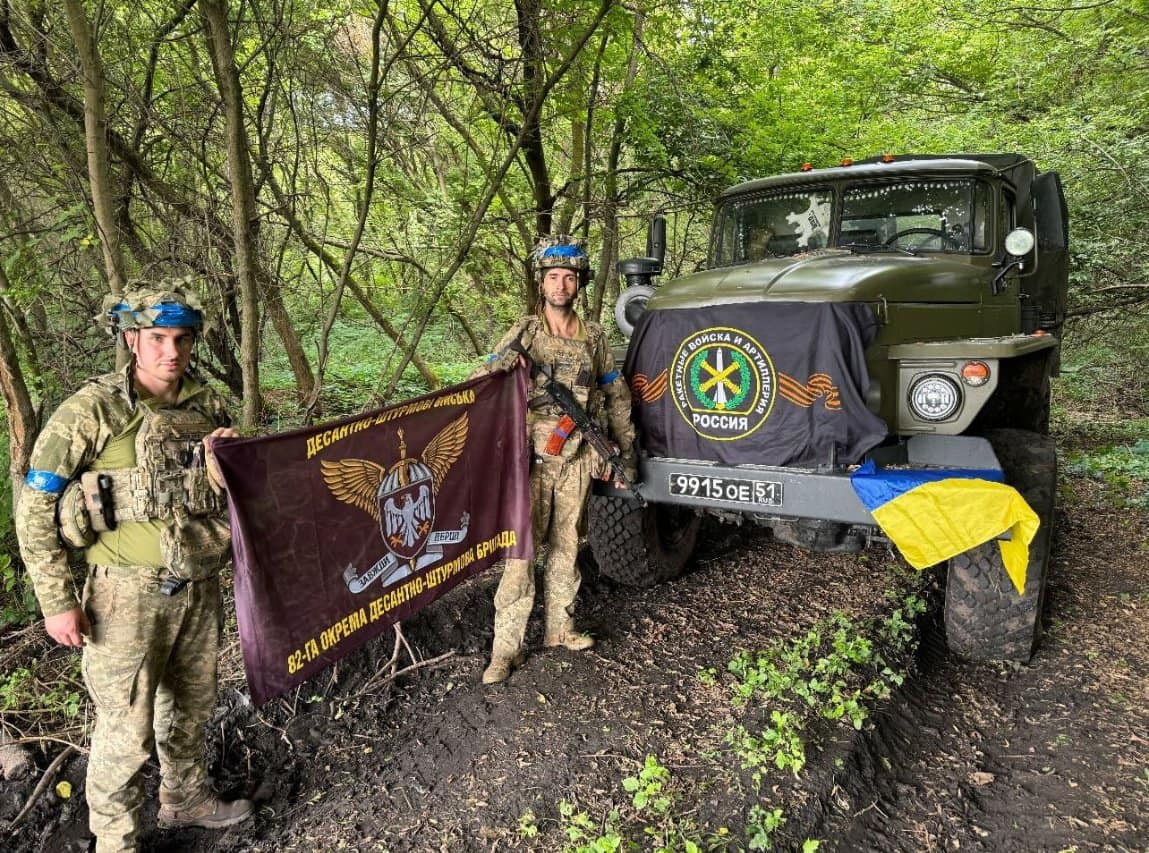
ロシア軍のウラル-4320を鹵獲した様子

2024年8月、ロシア・クルスク州に再配置され、スジャ方面に展開した。
2024年8月23日、ウォロディミル・ゼレンスキー大統領より、名誉称号「ブコヴィナ」を授与された。

## 編制

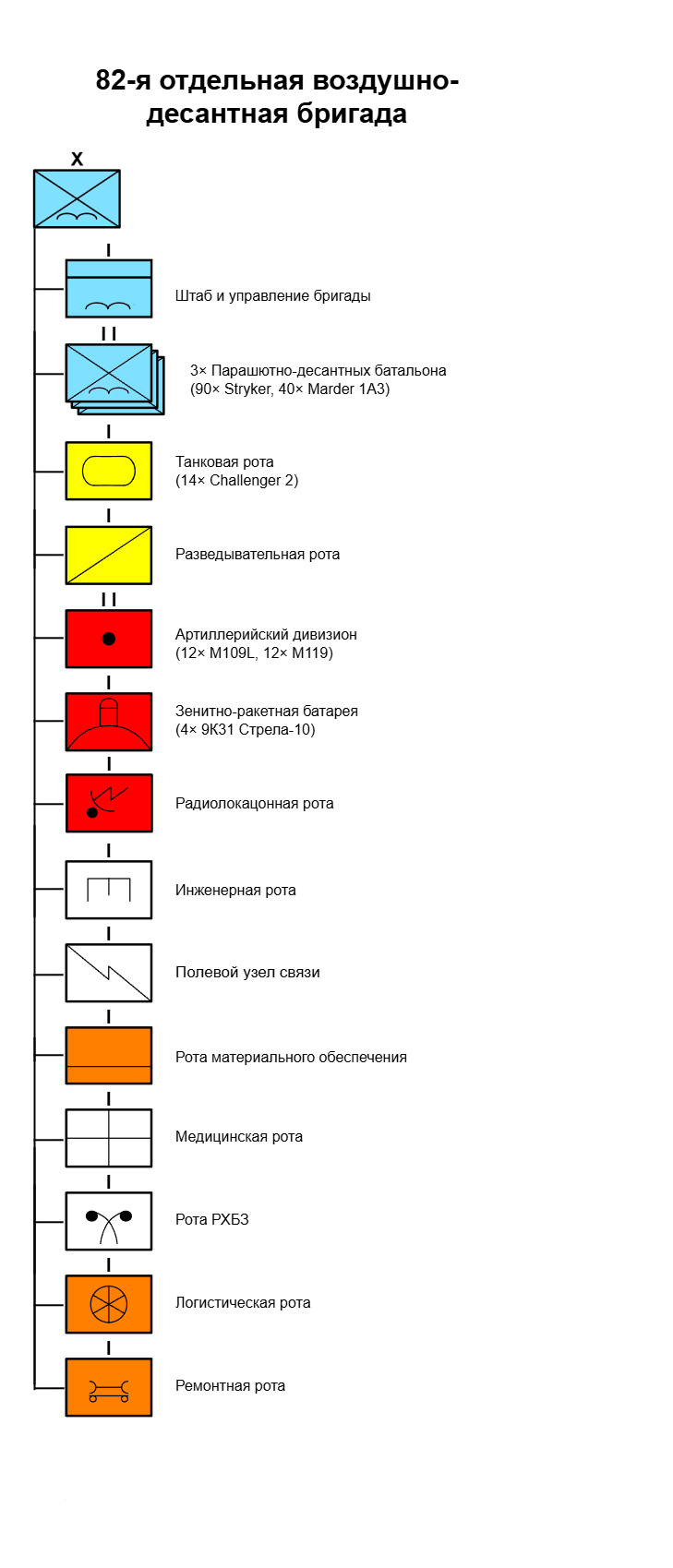
編制図

- 旅団司令部（チェルニウツィー）
- 第1空中強襲大隊
- 第2空中強襲大隊
- 第3空中強襲大隊
- 旅団砲兵群
  - 本部中隊
  - 自走砲大隊
  - 榴弾砲大隊
  - ロケット砲大隊
- 防空大隊
- 戦車中隊

- 偵察中隊
- 工兵中隊
- NBC防護中隊
- 着陸支援中隊
- 整備中隊
- 兵站中隊
- 通信中隊
- 衛生中隊
- 狙撃小隊
- 無人機中隊 ワイルド・ディビジョン